# Rajko Ostojić
Rajko Ostojić (Zagreb, 19. siječnja 1962.), hrvatski liječnik i političar.

## Životopis
Rođen je u Zagrebu, 19. siječnja 1962. godine. Diplomirao je 1986. na zagrebačkom Medicinskom fakultetu. Svoje medicinsko znanje usavršavao je u SAD-u, gdje je prošao i nekoliko tečajeva iz zdravstvenog menadžmenta. Sudionik je Domovinskog rata od studenog 1991. do svibnja 1992.

## Politička karijera
Od 2000. do 2002. obnašao je dužnost zamjenika ministra zdravstva u Vladi Ivice Račana, a od 2008. je saborski zastupnik SDP-a. Od 2005. je predsjednik SDP-ova savjeta za zdravstvo, a od 2010. i predsjednik središnjeg savjeta SDP-a Zagreba. Od 2001. do 2004. bio je zamjenik ravnatelja KBC-a Zagreb. Pobjedom Kukuriku koalicije 2011. godine postaje ministar zdravlja u 12. Vladi RH, te je tu dužnost obavlja do smjene 11. lipnja 2014. Bio je kandidat SDP-a na izborima za gradonačelnika grada Zagreba u svibnju 2013., kada je u drugom krugu premoćno izgubio od Milana Bandića.
U 10. sazivu Hrvatskog sabora obnašao je dužnost potpredsjednika Hrvatskog sabora kao član stranke SDP od dana 22. srpnja 2020. do 16. listopada 2020., kad ga na tom mjestu mijenja zastupnica Sabina Glasovac.
Predsjednik je Hrvatskoga gastroenterološkog društva, član Hrvatskoga liječničkog zbora, Hrvatske liječničke komore te redoviti član Akademije medicinskih znanosti Hrvatske.

## Vanjske poveznice
- Službene stranice vlade RH[neaktivna poveznica]